# Lamothe (Haute-Loire)
Lamothe település Franciaországban, Haute-Loire megyében. Lakosainak száma 828 fő (2022. január 1.). Lamothe Agnat, Azérat, Brioude, Chaniat, Cohade és Fontannes községekkel határos.

## Népesség
A település népességének változása:
| Lakosok száma | 507  | 607  | 627  | 899  | 855  | 864  | 859  | 844  | 838  | 828  |
|               | 1968 | 1982 | 1990 | 2006 | 2013 | 2015 | 2017 | 2019 | 2020 | 2022 |